# 투수

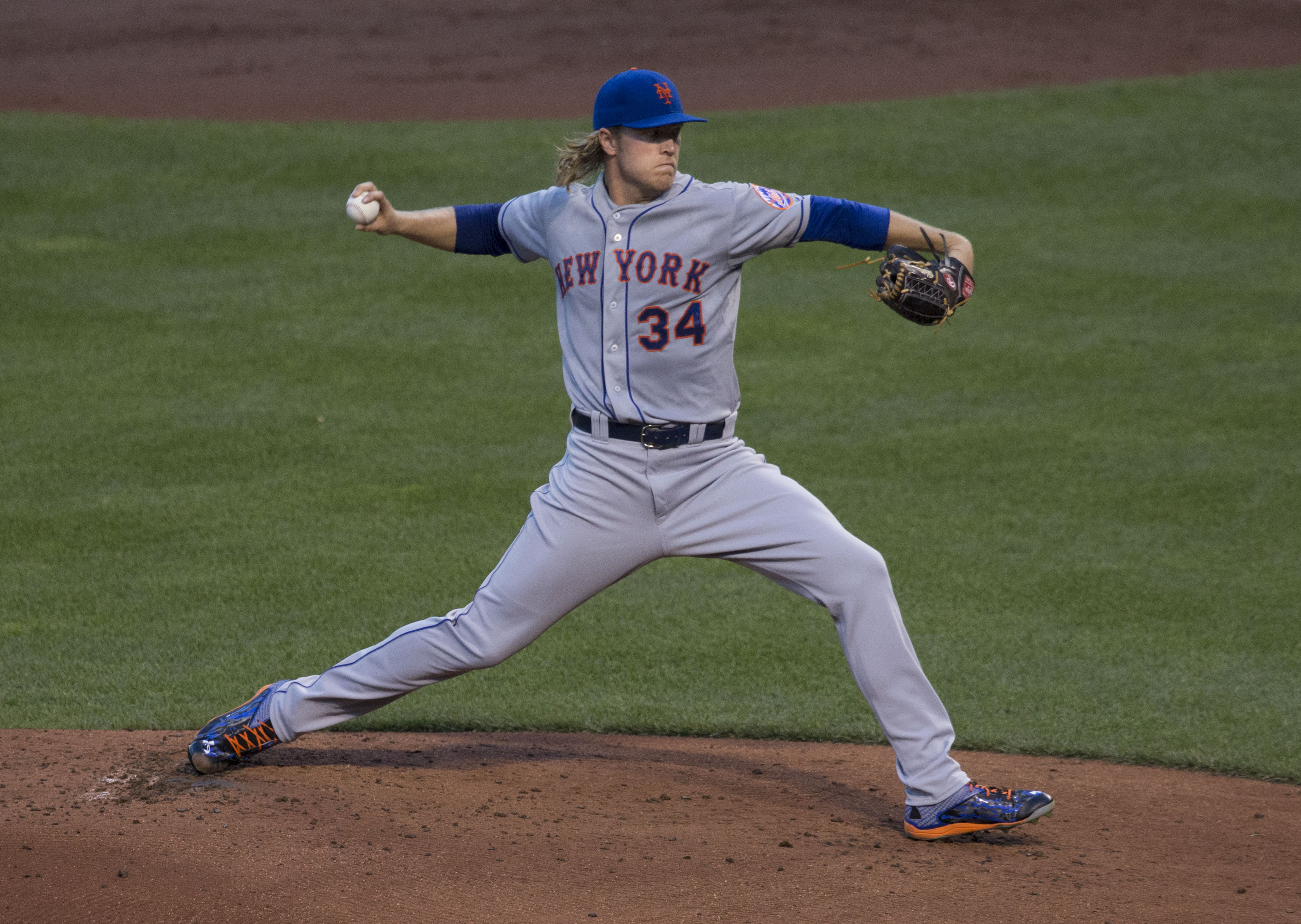
투수 노아 신더가드.

투수(投手, 문화어: 넣는사람; 영어: pitcher)는 야구에서 포수 또는 타자에게 공을 던지는 포지션에 있는 선수를 말하며 야구에서 키를 더 중요하게 생각하는 포지션이다. 지명 타자가 있는 리그에서는 투수가 타석에 서지 않으며 대부분의 투수들은 1번(한국)을 빼면 일반적으로 한자릿수 등번호를 달지 않고 있으며 전통적으로 높은 숫자(11번 이상)를 착용하는데 그나마 일본 고교야구에서는 1번이 아예 에이스의 등번호로 고정된 상태이다. 

## 영문 표기
- 투수: P
- 선발 투수: SP
- 중간 계투: RP
- 마무리 투수: CP

## 역할별 분류

### 선발 투수
경기의 맨 처음에 등판하여 1회부터 던지는 투수를 말한다.

### 중간 계투
선발투수가 완투하지 않고 중도에 강판될 경우 등판하는 투수이며 구원 투수(릴리프)라고도 한다. 팀이 리드하고 있을 때의 중간 계투는 리드를 놓치지 않고 마무리투수에게 이어주는 역할을 한다. 팀이 리드당하고 있을 때의 중간 계투는 더 이상의 리드를 허용하지 않고 경기를 역전시키는 역할을 한다. 역할은 두 가지로 구분되는데 1~2회 던지는 숏 릴리프와 3~4회 던지는 롱 릴리프가 있다. 최근에는 중간계투와 마무리를 잇는 셋업맨의 개념이 정착되고 있으며 이외에 좌타자만 상대하는 좌완스페셜리스트, 몹업맨 등이 있다.

### 마무리 투수
미국 메이저 리그 세인트루이스 카디널스의 감독 토니 라 루사 감독에 의해 세분화된 투수 역할 중에서 마무리 투수는 주로 세이브를 목적으로 제일 마지막으로 등판하는 투수이다. 팀의 승리를 지키기 위해 주로 9회나 혹은 8회에 등판한다.
단 세이브는 3점이하내에 등판한다. 3이닝 투구할 경우 세이브도 적용된다.

## 투수의 투구폼
대부분의 투수들은 각자의 고유한 투구폼을 가지고 있다. 하지만 손에서 공을 놓는 위치에 따라 다양한 투구폼을 몇 가지로 분류할 수 있으니 그 기준은 아래와 같다.

### 오버스로(Over throw)
공을 머리보다 높은 위치에서 뿌리는 투구폼을 가리킨다. 높은 타점에서 공을 던지는 만큼 체중이 많이 실려 빠른 공을 던질 수 있다. 하지만 높은 타점을 형성할 경우 부드러운 투구폼을 갖기 어려우며 역동적 투구폼은 관절에 부하를 불러올 위험이 크다. 오버스로형 투수들 중에서도 특히 높은 타점을 보유한 투수는, MLB 출신으로는 샌프란시스코 자이언츠 소속 투수였던 팀 린스컴, KBO 리그 출신으로는 현 SSG 랜더스의 투수 김광현이 대표적이다. 이 중 김광현은 투구폼을 수정하여 과거보다 공을 놓는 위치가 다소 낮아졌다.

### 쓰리쿼터(Three-quarter)
공을 눈높이 혹은 그보다 약간 아래에서 놓는 투구폼을 가리킨다. 과도하게 팔을 높이지 않기 때문에 부드럽게 공을 던지기 좋고 이에 따라 부상의 위험도 적다. MLB의 '빅 유닛' 랜디 존슨이 대표적인 쓰리쿼터 투구폼을 가진 투수다. KBO에서는 조상우, 원종현 선수가 쓰리쿼터 각도로 불 같은 강속구를 뿌리는 것으로 유명하다.

### 사이드 암(Side arm)
공을 놓는 지점(릴리스 포인트)이 어깨 아래쪽에서부터 골반 위쪽에 형성되는 투구폼을 가리킨다. 흔히 '옆구리 투수'라 부르기도 한다. 사이드 암 투구폼으로 유명한 선수는 '뱀직구'로 유명한 전 기아 타이거즈 소속 투수 임창용이 있다.

### 언더스로(Under throw)
앞서 설명한 '오버스로'의 대칭점에 있는 투구폼으로서, 골반 아래는 물론 무릎 아래에까지 이르는 아주 낮은 릴리스 포인트를 갖는 투구폼을 지칭한다. 투구 시 공의 변화가 심해서 적응에 어려움을 겪는 타자들이 많다. 이러한 연유로 승부처에서 위기를 틀어막는 소방수 역할을 맡는 경우가 많다. 대표적 언더스로 투수로는 SSG 랜더스의 박종훈, 전 롯데 자이언츠 소속 투수 정대현,전 해태 타이거즈 이강철이 있다. NPB 출신으로는 지바 롯데 마린스의 투수였던 와타나베 슌스케가 극단적으로 낮은 릴리스 포인트로 유명하다.

## 같이 보기
- 사이 영 상